# Mexicana Universal Sonora
Mexicana Universal Sonora (antes Nuestra Belleza Sonora) es un certamen anual de belleza en el cual la ganadora representa al Estado de Sonora en el concurso nacional denominado Mexicana Universal. Sonora, en este campo, es considerado uno de los participantes más fuertes de México, ya que actualmente sus candidatas casi siempre se posicionan entre las finalistas.
El Estado de Sonora ha producido una ganadora en Nuestra Belleza México: 1999. Además, una de sus representantes ganó el certamen Nuestra Belleza Mundo México, en 2014, y otra fue designada para representar a México en Miss Mundo, en 2002.
Previo a "Nuestra Belleza Sonora" algunas competencias regionales se llevan a cabo dentro del Estado como:
- Nuestra Belleza Agua Prieta
- Nuestra Belleza Álamos[2]
- Nuestra Belleza Cajeme[3]
- Nuestra Belleza Cananea
- Nuestra Belleza Fronteras
- Nuestra Belleza Guaymas
- Nuestra Belleza Huatabampo[4]
- Nuestra Belleza Navojoa
- Nuestra Belleza Nogales[5]
- Nuestra Belleza Puerto Peñasco
- Nuestra Belleza San Luis Río Colorado[6]
- Nuestra Belleza Sierra de Sonora

Nuestra Belleza Sonora se posiciona como el sexto certamen estatal más exitoso con 6 coronas en Nuestra Belleza México.

## Ganadoras
A continuación se presentan los nombres de las ganadoras anuales de Nuestra Belleza Sonora, enumerados por orden ascendente, y sus ubicaciones finales en Nuestra Belleza México después de su participación junto con sus premios recibidos.
| Año  | NB Sonora                          | Lugar de Origen | Edad | Estatura | Posición en NBM                                       | Premios                           | Otros Títulos                                                         |
| ---- | ---------------------------------- | --------------- | ---- | -------- | ----------------------------------------------------- | --------------------------------- | --------------------------------------------------------------------- |
| 2016 | María José Antillón Mayorga        | Ciudad Obregón  | 18   | 1.76     | Top 10                                                | Nuestro Talento                   | Nuestra Belleza Cajeme 2016 Miss Earth Sonora 2018 (Renunció)         |
| 2015 | Irma Cristina Miranda Valenzuela   | Ciudad Obregón  | 19   | 1.74     | Suplente/1.ª Finalista (2° Lugar)                     | NB en Forma                       | Nuestra Belleza Cajeme 2015 Mexicana Universal 2022                   |
| 2014 | Yamelin Ramírez Cota               | Navojoa         | 21   | 1.72     | Nuestra Belleza Mundo México                          |                                   |                                                                       |
| 2013 | Vanessa López Quijada              | Nogales         | 18   | 1.73     | Suplente/1.ª Finalista (2° Lugar) y Suplente en NBMM. |                                   | Nuestra Belleza Nogales 2013 Miss México Supranacional 2023 (Top 12)  |
| 2012 | Gabriela Saldívar Preciado         | Ciudad Obregón  | 19   | 1.71     |                                                       |                                   | Nuestra Belleza Cajeme 2012                                           |
| 2011 | Laura Palacio Nuñez                | Puerto Peñasco  | 21   | 1.77     | Top 10                                                |                                   | Nuestra Belleza Puerto Peñasco 2011 Miss Earth Sonora 2011 (Renunció) |
| 2010 | Erika                              | Hermosillo      | 19   | 1.78     |                                                       |                                   |                                                                       |
| 2009 | Lorena Camargo Miranda             | Ciudad Obregón  | 22   | 1.73     | Top 10                                                |                                   | Nuestra Belleza Cajeme 2009                                           |
| 2008 | Blanca Cecilia Montaño Moreno      | Hermosillo      | 21   | 1.84     | 2.ª Finalista                                         |                                   | Coordinadora de Miss Sonora                                           |
| 2007 | Carla Cardona González             | Cananea         | 20   | 1.72     | Top 10                                                | Nuestro Talento, Pasos a la Fama. |                                                                       |
| 2006 | Melissa Estrella Pérez             | Nogales         | 20   | 1.80     | Top 15                                                |                                   |                                                                       |
| 2005 | Jazmín Hurtado Parker              | Hermosillo      | 20   | 1.73     |                                                       |                                   |                                                                       |
| 2004 | Carolina Karam Baéz                | Huatabampo      | 21   | 1.72     | Top 20                                                | Miss Simpatía                     |                                                                       |
| 2003 | Laura Almada Ibarra                | Navojoa         | 21   | 1.73     | Top 20                                                |                                   |                                                                       |
| 2002 | Elizabeth Palacio Nuñez            | Puerto Peñasco  | 19   | 1.75     |                                                       |                                   |                                                                       |
| 2001 | Erika Peña Ramírez                 | Hermosillo      | 21   | 1.78     | Top 10 y Top 20 en NBMM.                              |                                   |                                                                       |
| 2000 | Ana Lourdes Astiazarán Nieves      | Hermosillo      | 20   | 1.80     | 2.ª Finalista y Top 20 en NBMM.                       | Miss Fotogénica, Modelo Eduardos. |                                                                       |
| 1999 | Leticia Judith Murray Acedo        | Hermosillo      | 20   | 1.80     | Nuestra Belleza México1                               |                                   |                                                                       |
| 1998 | Lina Mercedes Samaniego Jiménez    | Agua Prieta     | 18   | 1.68     |                                                       |                                   |                                                                       |
| 1997 | Ana Laura Bernal Camarena          | Ciudad Obregón  | 19   |          |                                                       |                                   |                                                                       |
| 1996 | Mirna Irene Miranda Torres         | Nogales         | 21   |          | Top 16                                                |                                   |                                                                       |
| 1995 | Lourdes Guadalupe Portela Peñuñuri | Ciudad Obregón  | 22   |          | Suplente/1.ª Finalista (2° Lugar)                     |                                   |                                                                       |
| 1994 | Abigaíl Kuñasich Gamero            | Hermosillo      | 21   | 1.70     | Top 16                                                |                                   |                                                                       |

1 Fue elegida por La Organización de Nuestra Belleza México para representar a México en Miss Internacional 2000.

## Concursantes Designadas
A partir de 2000, no es raro que algunos estados tengan más de una delegada y competir simultáneamente en el certamen nacional. Se invitó a las siguientes participantes de Nuestra Belleza Sonora para competir en Nuestra Belleza México. Algunas se han colocado más alto que las ganadoras estatales.
| Año    | NB Sonora Designada               | Lugar de Origen | Edad | Estatura | Posición en NBM                            | Premios        | Otros Títulos                 |
| ------ | --------------------------------- | --------------- | ---- | -------- | ------------------------------------------ | -------------- | ----------------------------- |
| 2013   | Clarisa Lucía Sandoval Valenzuela | Navojoa         | 20   | 1.77     |                                            |                | Nuestra Belleza Navojoa 2013  |
| '2011' | Paulina Burrola Morales           | Hermosillo      | 20   | 1.72     | Top 10                                     |                |                               |
| '2010' | Jessica María Lerma Palomares     | Huatabampo      | 19   | 1.80     | Top 10                                     | Nuestra Modelo | Nuestra belleza Huatabampo    |
| 2009   | Gabriela Bórquez Lacy             | Ciudad Obregón  | 19   | 1.79     |                                            |                |                               |
| 2008   | Stephanie Díaz Castro             | Cananea         | 19   | 1.78     |                                            |                |                               |
| 2007   | Lydia Bernal Liñan                | Hermosillo      | 20   |          |                                            |                |                               |
| 2007   | Nilza Domínguez Aguayo            | Hermosillo      | 18   |          |                                            |                |                               |
| 2005   | Ana Patricia González Montes      | Navojoa         | 18   | 1.73     |                                            |                | Nuestra Belleza Navojoa 2005. |
| 2004   | Alexia Vázquez Verduzco           | Hermosillo      | 21   | 1.74     |                                            |                |                               |
| 2003   | Amanda Castillo López             | Hermosillo      | 20   | 1.76     | Top 10                                     |                |                               |
| 2002   | Erika Lizeth Honstein García      | Hermosillo      | 21   | 1.80     | 2ª Finalista (3° Lugar)                    |                | NB Mundo México (Designada)   |
| 2002   | María del Carmen Félix Espinoza   | Hermosillo      | 19   | 1.74     | Top 12                                     |                |                               |
| 2001   | Carmen Varela Leyva               | Ciudad Obregón  | 20   | 1.75     | 2.ª Finalista (3° Lugar) y Top 20 en NBMM. |                |                               |
| 2001   | Lizeth Pérez Rodarte              | Guaymas         | 24   | 1.80     | Top 20 y Top 20 en NBMM.                   |                |                               |
| 2000   | Karla Jazmín Arias Amarillas      | Ciudad Obregón  | 20   | 1.76     |                                            |                |                               |
| 2000   | Rubí López Ureña                  | Nogales         | 21   | 1.71     |                                            |                |                               |

## Representación en el certamen Nacional
A continuación se mostrara los resultados de las sonorenses en el certamen Nacional de Nuestra Belleza México, señalando sus posiciones nacionales, premios especiales, y si fue ganadora de alguna corona nacional, su posición en dicho certamen, reconocimiento y si nos representó en un certamen internacional.
| Año  | Representante                      | Ciudad de Origen | Edad | Estatura | Posición Nacional                                     | Premio                            | Resultado Internacional                                                                  | Premio                                          |
| ---- | ---------------------------------- | ---------------- | ---- | -------- | ----------------------------------------------------- | --------------------------------- | ---------------------------------------------------------------------------------------- | ----------------------------------------------- |
| 2017 | María José Antillón Mayorga        | Ciudad Obregón   | 18   | 1.76     | TBD                                                   | TBD                               | TBD                                                                                      | TBD                                             |
| 2016 | Irma Cristina Miranda Valenzuela   | Ciudad Obregón   | 19   | 1.74     | Suplente/1.ª Finalista (2° Lugar)                     | NB en Forma.                      |                                                                                          |                                                 |
| 2014 | Yamelin Ramírez Cota               | Navojoa          | 21   | 1.72     | Nuestra Belleza Mundo México                          |                                   | Miss Mundo 2015 - Posición: —                                                            |                                                 |
| 2013 | Vanessa López Quijada              | Nogales          | 18   | 1.73     | Suplente/1.ª Finalista (2° Lugar) y Suplente en NBMM. |                                   | Reina Hispanoamericana 2014 - Posición: Virreina Miss Supranacional 2023 - Posición: TBD | Chica Amazonas Chica Look Óster Miss Fotogénica |
| 2013 | Clarisa Lucía Sandoval Valenzuela  | Navojoa          | 20   | 1.77     |                                                       |                                   |                                                                                          |                                                 |
| 2012 | Gabriela Saldívar Preciado         | Ciudad Obregón   | 19   | 1.71     |                                                       |                                   |                                                                                          |                                                 |
| 2011 | Laura Palacio Nuñez                | Puerto Peñasco   | 21   | 1.77     | Top 10                                                |                                   |                                                                                          |                                                 |
| 2011 | Paulina Burrola Morales            | Hermosillo       | 20   | 1.72     | Top 10                                                |                                   |                                                                                          |                                                 |
| 2010 | Erika Bernal López                 | Hermosillo       | 19   | 1.79     |                                                       |                                   |                                                                                          |                                                 |
| 2010 | Jessica María Lerma Palomares      | Huatabampo       | 19   | 1.80     | Top 10                                                | Nuestra Modelo.                   | Reina Mundial del Banano 2014 - Posición: Segunda Finalista                              | Mejor Traje Típico                              |
| 2009 | Lorena Camargo Miranda             | Ciudad Obregón   | 22   | 1.73     | Top 10                                                |                                   |                                                                                          |                                                 |
| 2009 | Gabriela Bórquez Lacy              | Ciudad Obregón   | 19   | 1.79     |                                                       |                                   |                                                                                          |                                                 |
| 2008 | Blanca Cecilia Montaño Moreno      | Hermosillo       | 21   | 1.84     | 2.ª Finalista (3° Lugar)                              |                                   | Miss Continente Americano 2011 - Posición: Primera Finalista                             |                                                 |
| 2008 | Stephanie Díaz Castro              | Cananea          | 19   | 1.78     |                                                       |                                   |                                                                                          |                                                 |
| 2007 | Carla Cardona González             | Cananea          | 20   | 1.72     | Top 10                                                | Nuestro Talento, Pasos a la Fama. |                                                                                          |                                                 |
| 2007 | Lydia Bernal Liñan                 | Hermosillo       | 20   |          |                                                       |                                   |                                                                                          |                                                 |
| 2007 | Nilza Domínguez Aguayo             | Hermosillo       | 18   |          |                                                       |                                   |                                                                                          |                                                 |
| 2006 | Melissa Estrella Pérez             | Nogales          | 20   | 1.80     | Top 15                                                |                                   | Reina Hispanoamericana 2007 - Posición: —                                                | Miss Simpatía                                   |
| 2005 | Jazmín Hurtado Parker              | Hermosillo       | 20   | 1.73     |                                                       |                                   |                                                                                          |                                                 |
| 2005 | Ana Patricia González Montes       | Navojoa          | 18   | 1.73     |                                                       |                                   | Nuestra Belleza Latina 2010 - Posición: Ganadora                                         |                                                 |
| 2004 | Carolina Karam Baéz                | Huatabampo       | 21   | 1.72     | Top 20                                                | Miss Simpatía                     |                                                                                          |                                                 |
| 2004 | Alexia Vázquez Verduzco            | Hermosillo       | 21   | 1.74     |                                                       |                                   |                                                                                          |                                                 |
| 2003 | Laura Almada Ibarra                | Navojoa          | 21   | 1.73     | Top 20                                                |                                   |                                                                                          |                                                 |
| 2003 | Amanda Castillo López              | Hermosillo       | 20   | 1.76     | Top 10                                                |                                   |                                                                                          |                                                 |
| 2002 | Elizabeth Palacio Nuñez            | Puerto Peñasco   | 19   | 1.75     |                                                       |                                   |                                                                                          |                                                 |
| 2002 | Erika Lizeth Honstein García       | Hermosillo       | 21   | 1.80     | 2ª Finalista (3° Lugar)                               | NB Mundo México (Designada)       | Miss Mundo 2003 - Posición: — Miss Mesoamérica 2003 - Posición: Segunda Finalista        | Miss Personalidad                               |
| 2002 | María del Carmen Félix Espinoza    | Hermosillo       | 19   | 1.74     | Top 12                                                |                                   | Reinado Internacional del Café 2003. - Posición: —                                       | Mejor Figura                                    |
| 2001 | Erika Peña Ramírez                 | Hermosillo       | 21   | 1.78     | Top 10 y Top 20 en NBMM.                              |                                   | Miss Queen Maya World 2001 - Posición: Ganadora                                          |                                                 |
| 2001 | Carmen Varela Leyva                | Ciudad Obregón   | 20   | 1.75     | 2.ª Finalista (3° Lugar) y Top 20 en NBMM.            |                                   |                                                                                          |                                                 |
| 2001 | Lizeth Pérez Rodarte               | Guaymas          | 24   | 1.80     | Top 20 y Top 20 en NBMM.                              |                                   |                                                                                          |                                                 |
| 2000 | Ana Lourdes Astiazarán Nieves      | Hermosillo       | 20   | 1.80     | 2.ª Finalista (3° Lugar) y Top 20 en NBMM.            | Miss Fotogénica, Modelo Eduardos. |                                                                                          |                                                 |
| 2000 | Karla Jazmín Arias Amarillas       | Ciudad Obregón   | 20   | 1.76     |                                                       |                                   |                                                                                          |                                                 |
| 2000 | Rubí López Ureña                   | Nogales          | 21   | 1.71     |                                                       |                                   |                                                                                          |                                                 |
| 1999 | Leticia Judith Murray Acedo        | Hermosillo       | 20   | 1.80     | Nuestra Belleza México1                               |                                   | Miss Internacional 2000 - Posición: Top 15 Miss Universo 2000 - Posición: —              | Best Hair/Style Award Best National Costume     |
| 1998 | Lina Mercedes Samaniego Jiménez    | Agua Prieta      | 18   | 1.68     |                                                       |                                   |                                                                                          |                                                 |
| 1997 | Ana Laura Bernal Camarena          | Ciudad Obregón   | 19   |          |                                                       |                                   |                                                                                          |                                                 |
| 1996 | Mirna Irene Miranda Torres         | Nogales          | 21   |          | Top 16                                                |                                   |                                                                                          |                                                 |
| 1995 | Lourdes Guadalupe Portela Peñuñuri | Ciudad Obregón   | 22   |          | Suplente/1.ª Finalista (2° Lugar)                     |                                   |                                                                                          |                                                 |
| 1994 | Abigaíl Kuñasich Gamero            | Hermosillo       | 21   | 1.70     | Top 16                                                |                                   |                                                                                          |                                                 |

     Compitió en Miss Universo.

     Compitió en Miss Mundo.

     Compitió en Miss Internacional.

     Compitió en Miss Reina Hispanoamericana.

     Compitió en Miss Continente Americano.

## Por número de ganadoras de NB Sonora
| Municipio      | Títulos | Años ganados                              |
| -------------- | ------- | ----------------------------------------- |
| Hermosillo     | 7       | 1994, 1999, 2000, 2001, 2005, 2008, 2010. |
| Ciudad Obregón | 6       | 1995, 1997, 2009, 2012, 2015, 2016.       |
| Nogales        | 3       | 1996, 2006, 2013.                         |
| Navojoa        | 2       | 2003, 2014.                               |
| Puerto Peñasco | 2       | 2002, 2011.                               |
| Cananea        | 1       | 2007                                      |
| Huatabampo     | 1       | 2004                                      |
| Agua Prieta    | 1       | 1998                                      |

## Por número de Designadas por NB Sonora a NB México
| Municipio      | Designaciones | Años Designados                           |
| -------------- | ------------- | ----------------------------------------- |
| Hermosillo     | 7             | 2002, 2002, 2003, 2004, 2007, 2007, 2011. |
| Ciudad Obregón | 3             | 2000, 2001, 2009.                         |
| Navojoa        | 2             | 2005, 2013.                               |
| Huatabampo     | 1             | 2010                                      |
| Cananea        | 1             | 2008                                      |
| Nogales        | 1             | 2000.                                     |
| Guaymas        | 1             | 2001                                      |

## Todos los Resultados de NBS en la Historia de Nuestra Belleza México
| Posiciones                    | Número | Años                                            |
| ----------------------------- | ------ | ----------------------------------------------- |
| Ganadoras (NBM)               | 1      | 1999.                                           |
| Ganadoras (NBMM)              | 2      | 2002-2003, 2014.                                |
| Suplentes (Primera Finalista) | 4      | 1996, 2013, 2013, 2016.                         |
| Segunda Finalista             | 4      | 2000, 2001, 2002, 2008.                         |
| Tercera Finalista             |        |                                                 |
| Cuarta Finalista              |        |                                                 |
| Finalista (Top 5)             |        |                                                 |
| Top 10/11/12                  | 8      | 2001, 2002, 2003, 2007, 2009, 2010, 2011, 2011. |
| Top 15/16                     | 3      | 1994, 1996, 2006.                               |
| Top 20/21                     | 6      | 2000, 2001, 2001, 2001, 2003, 2004.             |

## Resultados de Nuestra Belleza México
| Posiciones                                | Número | Años                                                                                      |
| ----------------------------------------- | ------ | ----------------------------------------------------------------------------------------- |
| Ganadoras (NBM) (1.º Lugar)               | 1      | 1999.                                                                                     |
| Suplentes (Primera Finalista) (2.º Lugar) | 3      | 1995, 2013, 2016.                                                                         |
| Segunda Finalista (3.º Lugar)             | 4      | 2000, 2001, 2002, 2008.                                                                   |
| Tercera Finalista (4.º Lugar)             |        |                                                                                           |
| Cuarta Finalista (5.º Lugar)              |        |                                                                                           |
| Top 10/11/12                              | 8      | 2001, 2002, 2003, 2007, 2009, 2010, 2011, 2011.                                           |
| Top 15/16                                 | 3      | 1994, 1996, 2006.                                                                         |
| Top 20                                    | 3      | 2001, 2003, 2004.                                                                         |
| No clasificó                              | 15     | 1997, 1998, 2000, 2000, 2002, 2004, 2005, 2005, 2007, 2007, 2008, 2009, 2010, 2012, 2013. |

## Resultados de Nuestra Belleza Mundo México
| Posiciones                    | Número | Años                    |
| ----------------------------- | ------ | ----------------------- |
| Ganadoras (NBMM)              | 2      | 2002-2003, 2014.        |
| Suplentes (Primera Finalista) | 1      | 2013                    |
| Finalista (Top 5)             |        |                         |
| Finalista (Top 10)            |        |                         |
| Top 20/21                     | 4      | 2000, 2001, 2001, 2001. |

## Premios Especiales en Nuestra Belleza México

### Nuestra Modelo
- Inicio en 2004.

| Año  | Ganadora      | Posición en NBM    |
| ---- | ------------- | ------------------ |
| 2011 | Jessica Lerma | Top 10 en NBM 2010 |

### Nuestro Talento
- Inicio en 2004.

| Año  | Ganadora      | Posición en NBM    |
| ---- | ------------- | ------------------ |
| 2007 | Carla Cardona | Top 10 de NBM 2007 |

### NB en Forma
- Inicio en 2004.

| Año  | Ganadora     | Posición en NBM                        |
| ---- | ------------ | -------------------------------------- |
| 2016 | Irma Miranda | Suplente/Primera Finalista de NBM 2016 |

### Pasos a la Fama
- Inició en 2006.

| Año | Ganadora      | Posición en NBM    |
| --- | ------------- | ------------------ |
| 200 | Carla Cardona | Top 10 de NBM 2007 |

### Miss Simpatía
- Solo se premió en 2004.

| Año  | Ganadora       | Posición en NBM    |
| ---- | -------------- | ------------------ |
| 2004 | Carolina Karam | Top 20 de NBM 2004 |

### Miss Fotogénica
- Se entregó desde 1996-2002, 2004 hasta 2005.

| Año  | Ganadora       | Posición en NBM           |
| ---- | -------------- | ------------------------- |
| 2000 | Ana Astiazarán | 2.ª Finalista de NBM 2000 |

### Modelo Eduardos
- Se entregó solo en 2000.

| Año  | Ganadora       | Posición en NBM           |
| ---- | -------------- | ------------------------- |
| 2000 | Ana Astiazarán | 2.ª Finalista de NBM 2000 |

## Datos Curiosos
- Los Datos estarán ordenados por orden según los años en que sucedió.

- En la primera edición de Nuestra Belleza México en el año 1994, el certamen fue realizado en Jalisco, donde Abigaíl Kuñasich Gamero, logró clasificar hasta las 16 Semifinalistas.

- En la segunda edición de Nuestra Belleza México en el año 1995, el certamen fue realizado en Estado de México, donde Lourdes Guadalupe Portela Peñuñuri, logró convertirse en 1ª Finalista.

- En el año de 1996, nuevamente Sonora representado por Mirna Irene Miranda Torres, lográ únicamente clasificar hasta las 16 Semifinalistas.

- En 1997 y 1998 las representantes Ana Laura Bernal Camarena y Lina Mercedes Samaniego Jiménez no logran clasificar siendo la primera y la segunda vez que Sonora queda fuera de las Semifinalistas.

- En el año de 1999, el estado de Sonora obtiene su primer corona Nacional. La de Nuestra Belleza México 1999, con Leticia Judith Murray Acedo. Hasta ahora es la única Sonorense en obtener este título.

- En el año 2000 cambia la dinámica de Nuestra Belleza México, con esto además de la ganadora cada estado puede mandar a otras candidatas como designadas, las designadas son candidatas que a consideración de la ONBM cuentan con las características y cualidades necesarias para participar en el certamen nacional. Este año Sonora envió 3 representantes, NB Sonora 2000 "Ana Lourdes Astiazarán Nieves", Karla Jazmín Arias Amarillas y Rubí López Ureña.

- Ana Lourdes Astiazarán Nieves logra clasificar al top 20 en NBMM 2000 y es 2ª Finalista en NBM 2000, es la primera vez que una Sonorense ocupa este puesto. Además obtuvo por primera y única ocasión los premios de Miss Fotogénica y Modelo Eduardos.

- En 2001 nuevamente Sonora envía 3 representantes, NB Sonora 2001 "Erika Peña Ramírez", Carmen Varela Leyva y Lizeth Pérez Rodarte. Las 3 logran clasificar al top 20 en NBMM 2001; pero en NBM 2001, Erika Peña queda Top 10, Carmen Varela logra ser 2ª Finalista (3° Lugar) y Lizeth Pérez es Top 20. Siendo la primera vez que una designada ocupa un mejor lugar en el certamen nacional que la reina estatal. Al lograr Carmen Varela Leyva el puesto de 2ª Finalista (3° Lugar) se convierte en la segunda Sonorense en obtener este título y además Sonora ocupa este puesto por segundo año consecutivo.

- En 2002 por tercer año consecutivo Sonora manda 3 candidatas al certamen nacional, NB Sonora 2002 "Elizabeth Palacio Nuñez", Erika Lizeth Honstein García y María del Carmen Félix Espinoza. Por segunda ocasión las suplentes logran una mejor posición que la reina estatal ya que esta última no clasificó, mientras que Erika Honstein ocupó la posición de 2ª Finalista (3° Lugar) y María del Carmen Félix clasificó al Top 12. Con el puesto de 2ª Finalista (3° Lugar) de Erika Honstein Sonora ocupa esta posición por tercer año consecutivo.

- En 2003 a causa del cambio de fecha de Miss Mundo 2003 y de que aún no era elegida la representante de México, la ONBM tuvo que realizar un concurso interno para elegir a la representante mexicana, con esto se invitó a 4 exreinas entre ellas 2 sonorenses, Erika Honstein (designada y 2ª Finalista en NBM 2002) y "Erika Peña Ramírez" (NB Sonora 2001); Al final la ganadora fue Erika Honstein con lo cual portó el título de Nuestra Belleza Mundo México 2002-2003 y así obtuvo la segunda corona nacional para Sonora y la primera de NBM México.

- Por primera ocasión para la edición de 2003, Sonora tuvo 2 representantes, NB Sonora 2003 "Laura Almada Ibarra" y Amanda Castillo López. Por tercera ocasión consecutiva la suplente logra una mejor posición que la reina estatal ya que esta última clasificó al top 20, mientras que Amanda Castillo logró clasiicar al Top 10; con esto Sonora rompe su racha de 3 clasificaciones consecutivas al Top 5 y de ocupar el puesto de 2ª Finalista (3° Lugar).

- En el 2004 nuevamente Sonora envía a 2 representantes al nacional, NB Sonora 2004 "Carolina Karam Baéz" y Alexia Vázquez Verduzco. En esta ocasión se rompe la mala racha para las reinas estatales ya que Carolina Karam logra clasificar al Top 20 y Alexia Vázquez no logra la clasificación. Además Carolina Karam logra obtener el premio de Miss Simpatía.

- Por tercer año consecutivo Sonora envía dos concursantes al certamen nacional, NB Sonora 2005 "Jazmín Hurtado Parker" y Ana Patricia González Montes. En esta ocasión se rompe racha de clasificaciones de al menos una representante de Sonora ya que ni Jazmín Hurtado ni Ana Patricia González lograron la clasificación. Esto no sucedía desde 1998.

- En la edición del 2006 por primera vez desde que cambio la dinámica de NBM y se enviaban designadas, Sonora envía una candidata al nacional, NB Sonora 2006 "Melissa Estrella Pérez" quien logra clasificar al Top 15.

- En 2007 por cuarta vez Sonora envía 3 candidatas al nacional, evento que no sucedía desde 2002, las señoritas fueron: NB Sonora 2007 "Carla Cardona González", Lydia Bernal Liñan y Nilza Domínguez Aguayo. En esta ocasión solo Carla Cardona logró clasificar al Top 10; pero además obtuvo por primera y única vez para Sonora los premios de Nuestro Talento y Pasos a la Fama.

- En 2008 por cuarta vez Sonora envía 2 candidatas al nacional, evento que no sucedía desde 2005, las señoritas fueron: NB Sonora 2008 "Blanca Cecilia Montaño Moreno" y Stephanie Díaz Castro. En esta ocasión Cecilia Montaño ocupa el puesto 2ª Finalista (3° Lugar) y Stephanie Díaz no logra la clasificación. Con el logro de Cecilia Montaño Sonora ocupa este puesto por cuarta ocasión, no se alcanzaba dicha posición desde 2002 que curiosamente también fue la última vez que Sonora llegó al Top 5.

- Blanca Cecilia Montaño Moreno es hasta la Fecha, la delegada por Sonora más alta en la Historia, con 1.84 cm.

- En 2009 por segunda vez consecutiva y la quinta ocasión que Sonora envía 2 candidatas al nacional, NB Sonora 2009 "Lorena Camargo Miranda" y Gabriela Bórquez Lacy. En esta ocasión Lorena Camargo logra clasificar al Top 10, mientras que Gabriela Bórquez no lográ clasificar.

- En 2010 por tercera vez consecutiva y la sexta ocasión que Sonora envía 2 candidatas al nacional, NB Sonora 2010 "Erika Bernal López" y Jessica María Lerma Palomares. En esta ocasión "Erika Bernal no logra clasiicar, mientras que Jessica Lerma clasifica al Top 10 y obtiene para Sonora por primera vez el premio de Nuestra Modelo; con esto nuevamente la designada ocupa una mejor posición que la reina estatal, cosa que no sucedía desde 2004 además es la primera candidata designada por Sonora que obtiene un premio nacional.

- En el año 2011 por cuarta vez consecutiva y la séptima ocasión que Sonora envía 2 candidatas al nacional, NB Sonora 2011 "Laura Palacio Nuñez" y Paulina Burrola Morales. En esta ocasión ambas logran clasificar al Top 10. Es la tercera ocasión que tanto la reina estatal como la(s) designada(s) clasifican esto sucedió previamente en 2001 y 2003.

- En el año 2012, Sonora envió nuevamente a una sola candidata al nacional, Gabriela Saldívar Preciado; esto no sucedía desde 2006. Gabriela Saldívar no logra clasificar al Top 15, es la cuarta ocasión que Sonora no clasifica ya antes en 1997, 1998 y 2005 la(s) candidata(s) sonorenses no habían clasificado.

- En el 2013, comienza una buena racha para Sonora, parecida a la que tuvo de 2000 a 2003. Por octava ocasión Sonora envía 2 candidatas al nacional, NB Sonora 2013 "Vanessa López Quijada" y Clarisa Lucía Sandoval Valenzuela. En esta ocasión Sonora parecía obtener su tercer corona nacional con Vanessa López quien consiguió el puesto de 1ª Finalista (2° Lugar) tanto en NBM 2013 como en NBMM 2013, mientras que Clarisa Sandoval no logra clasiicar. Con el puesto de 1ª Finalista (2° Lugar) obtenido por Vanessa López Sonora alcanza este puesto después de 13 años ya que Lourdes Portela ocupó esta misma posición en 1996.

- Vanessa López es la tercera candidata en la historia de NBM en obtener el puesto de suplente tanto en NBM como en NBMM; esto antes sucedió con Paulina Flores de Sinaloa quien en el 2000 quedó como suplente en ambos certámenes, aunque a diferencia de Vanessa López, Paulina Flores alcanzó la corona de NBM México 2000 ya que la ganadora de esta obtuvo también el título de NB México 2000 y con esto la corona de NB Mundo México 2000 pasó a manos de Paulina Flores. También fue el caso de Lucero Montemayor quien fue la suplente en NBM 2012 y NBMM 2012.

- En el 2014 Sonora envía a una sola candidata al nacional, lo cual no pasaba desde 2012, la representante fue: NB Sonora 2014 Yamelin Ramírez Cota. Yamelin Ramírez hizo historia al ganar la tercera corona nacional para Sonora y la segunda de NB Mundo México, pasaron 12 años para que Sonora volviera a ganar una corona nacional.

- En el 2016 nuevamente Sonora envía una sola candidata Irma Miranda quien casi devuelve la ilusión a los sonorenses de alcanzar el título de NB México logrando ocupar el puesto de 1ª Finalista (2° Lugar), para Sonora es la tercera vez que ocupa este puesto ya que previamente Lourdes Portela(1996) y Vanessa López(2013) ocuparon la misma posición. Además Irma Miranda logró obtener por primera vez para Sonora el premio de NB en Forma.

- DATOS HISTÓRICOS:

- Sonora hasta 2016 era el estado con más designadas en la Historia de NBM, con 16 designadas, pero desde el año 2013 ya no ha mandado designadas, por lo cual en 2016 con la designación de Goretti Robles de Jalisco, este último alcanza a Sonora y también cuenta ya con 16 designadas.

- Las tres veces que Sonora a ocupado el lugar de 1ª Finalista en Nuestra Belleza México, ha quedado tomada de las manos de otra candidata norteña; en 1996 con Vanessa Guzmán de "Chihuahua", en 2013 con Josselyn Garciglia de "Baja California Sur" y en 2016 con Cristal Silva de "Tamaulipas".

- Las 2 veces que Sonora ha ganado corona nacional en un certamen convencional en el Top 5 también se encuentran Sinaloa y Tamaulipas.

- Sonora es el único estado en haber obtenido una corona de  Nuestra Belleza Mundo México mediante un concurso interno, además fue la primera ocasión en la historia de Nuestra Belleza México en que una designada obtuvo una corona nacional.

- Hermosillo es el municipio con más coronas de NB Sonora al haber ganado en siete ocasiones, también es el que mayor número de designaciones ha tenido, además de ganar tres veces consecutivas, de 1999-2001. La única ganadora de NB México es proveniente de este municipio.

- En 2016 el municipio de Ciudad Obregón se convierte en el segundo municipio en hacer un back to back en NB Sonora, el primero lo hizo Hermosillo en 1999-2000.